# Tomentella aurantiaca
Tomentella aurantiaca är en svampart som beskrevs av Pat. 1908. Tomentella aurantiaca ingår i släktet Tomentella och familjen Thelephoraceae.   Inga underarter finns listade i Catalogue of Life.